# Five for Fighting
Five for Fighting est le nom de scène du chanteur américain John Ondrasik, originaire de Californie.

## Biographie
Pendant sa jeunesse, il décide qu'il veut être pianiste, dans la lignée d'Elton John et Billy Joel. Il adopte le nom de scène « Five For Fighting » – une expression dans le hockey sur glace utilisée lorsqu'un joueur est renvoyé de la patinoire pendant cinq minutes par l'arbitre pour combat.
En 1997, son premier album Message for Albert est produit par EMI. En 2000, Five for Fighting signe avec Columbia Records et réalise America Town en septembre 2000. L'album a initialement un petit impact, mais Superman (It's Not Easy) devient un hymne après les attaques du 11 septembre ; Ondrasik interprète la chanson au concert pour la ville de New York en octobre 2001. Five For Fighting participe à l'album de charité Live in the X Lounge IV.
Son troisième album The Battle for Everything se classe 20e au top 200 en février 2004. Le premier single 100 Years est arrivé 1er aux charts US ; on la retrouve notamment dans la série Scrubs (saison 5) ou pour clore le tout dernier épisode de la série JAG (saison 10 épisode 22). Ondrasik réalise Two Lights en 2006. L'album a un succès considérable notamment avec le single The Riddle.
Plusieurs de ses chansons sont présentes dans des séries télévisées telles que Dawson, Les Frères Scott, Smallville ou encore Hawaii 5-0 (série télévisée, 2010) et Esprits Criminels.

## Discographie

### Albums
- 1997 : Message for Albert
- 2000 : America Town #54 U.S., #30 Australia
- 2004 : Acoustic Live (EP)
- 2004 : The Battle for Everything #20 U.S.
- 2004 : 2+2 Makes 5 (EP)
- 2006 : The Battle for Everything (DualDisc)
- 2006 : The Riddle (EP)
- 2006 : Two Lights #8 U.S.
- 2009 : Slice
- 2013 : Bookmarks

### Singles
| Année | Titre                         | US Hot 100 | US Adult Top 40 | US AC Chart | Australie | Album                     |
| ----- | ----------------------------- | ---------- | --------------- | ----------- | --------- | ------------------------- |
| 2001  | Superman (It's Not Easy)      | 14         | 3               | 2           | 2         | America Town              |
| 2002  | Easy Tonight                  | -          | 18              | -           | -         | America Town              |
| 2002  | America Town                  | 108        | -               | 80          | -         | America Town              |
| 2004  | 100 Years                     | 28         | 3               | 1           | 32        | The Battle for Everything |
| 2004] | The Devil in the Wishing Well | -          | 23              | -           | -         | The Battle for Everything |
| 2005  | If God Made You               | -          | -               | 20          | -         | The Battle for Everything |
| 2006  | The Riddle                    | 40         | 8               | 4           | -         | Two Lights                |
| 2006  | World                         | -          | 15              | -           | -         | Two Lights                |